# الدوري النمساوي 1960–61
بوندسليغا النمسا لكرة القدم 1960-61 (بالألمانية: Österreichische Fußballmeisterschaft 1960/61)‏ هو الموسم 50 من بوندسليغا النمسا لكرة القدم. أشرف على تنظيمه اتحاد النمسا لكرة القدم، وكان عدد الأندية المشاركة فيه 14، وفاز فيه أوستريا فيينا.